# Saúl Figueroa Albornoz
Saúl Figueroa Albornoz (* 23. Oktober 1947 in Caracas, Venezuela) ist ein venezolanischer Geistlicher und römisch-katholischer Bischof von Puerto Cabello. 

## Leben
Der Koadjutorerzbischof von Caracas, José Alí Lebrún Moratinos, weihte ihn am 16. Oktober 1976 zum Priester.
Johannes Paul II. ernannte ihn am 10. November 1997 zum Weihbischof in Caracas, Santiago de Venezuela und Titularbischof von Amudarsa. Die Bischofsweihe spendete ihm der Erzbischof von Caracas, Antonio Ignacio Velasco García SDB, am 10. Januar des nächsten Jahres; Mitkonsekratoren waren Ramón Ovidio Pérez Morales, Erzbischof von Maracaibo, und William Enrique Delgado Silva, Weihbischof in Maracaibo.
Papst Benedikt XVI. ernannte ihn am 30. April 2011 zum Bischof von Puerto Cabello. Seit dem 23. November 2022 ist Saúl Figueroa Albornoz zudem Apostolischer Administrator des vakanten Erzbistums Valencia en Venezuela.